# اللغة المانشووية
اللغة المانشووية أو لغة المانشو (ᠮᠠᠨᠵᡠ
ᡤᡳᠰᡠᠨ Manju gisun) هي لغة تونغوسية مهددة بالانقراض بشدة، موطنها الأصلي منطقة منشوريا التاريخية في شمال شرق الصين. باعتبارها اللغة الأم التقليدية لشعب المانشو، كانت إحدى اللغات الرسمية لسلالة تشينغ (1644–1912) في الصين، على الرغم من أن الغالبية العظمى من المانشو اليوم يتحدثون لغة الماندرين الصينية فقط. يمكن لعدة آلاف من الأشخاص التحدث باللغة المانشوية كلغة ثانية من خلال التعليم الابتدائي الحكومي أو الفصول الدراسية المجانية للبالغين في الفصول الدراسية أو عبر الإنترنت.

## صور

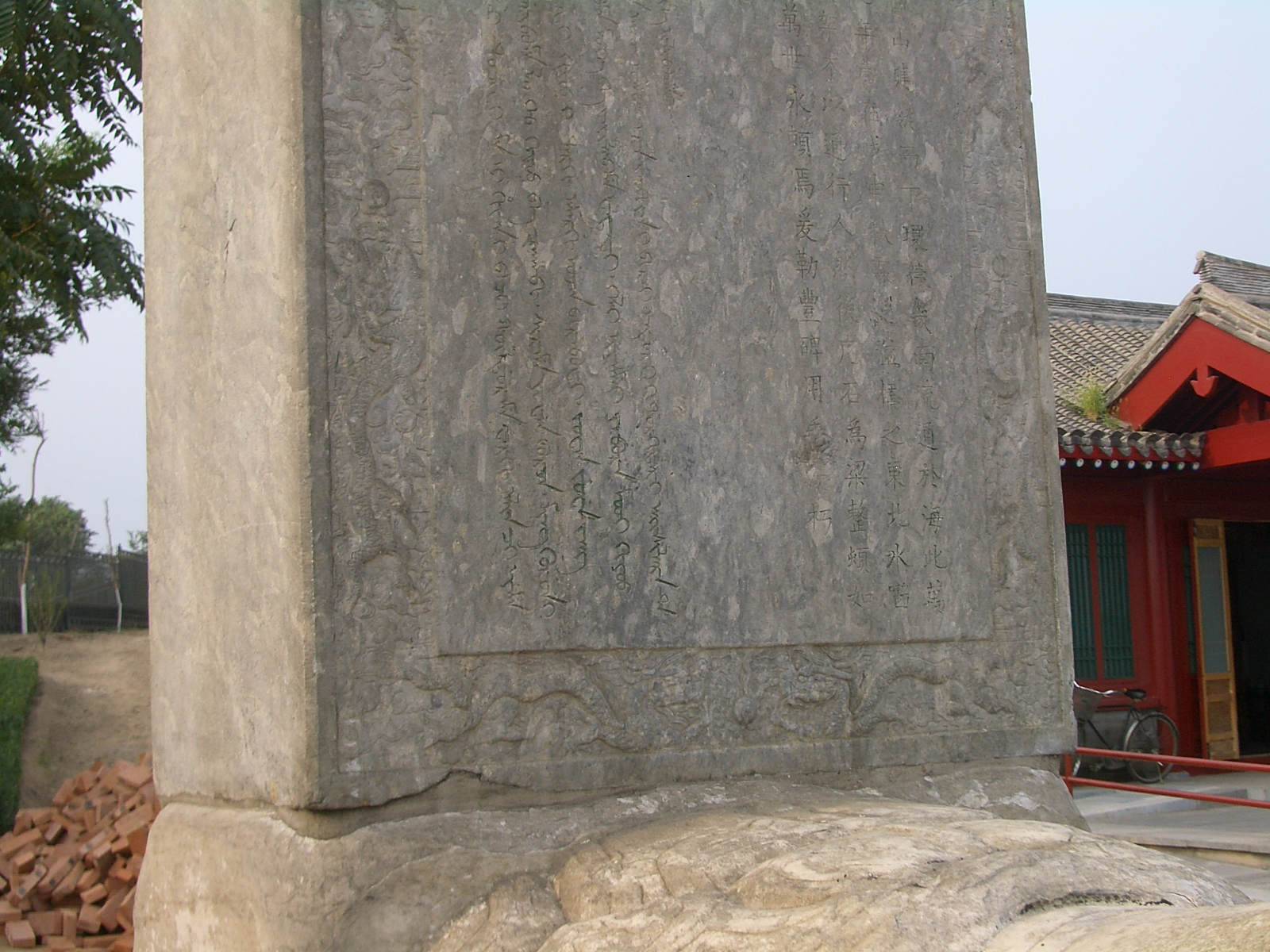
بقايا الأبجدية المانشووية
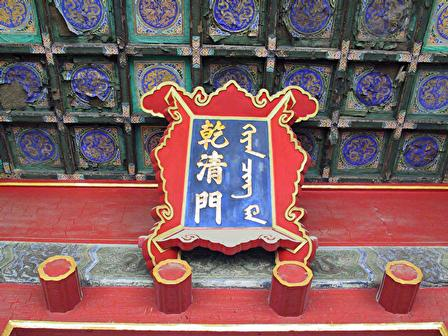
المانشووية الصينية
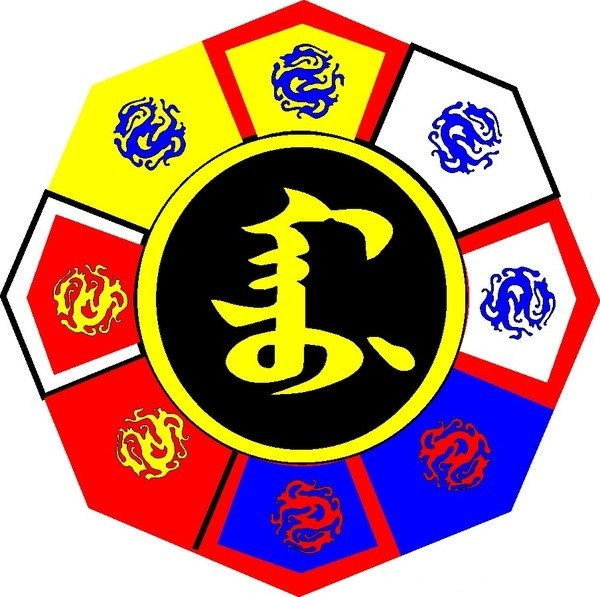
شعار شعب المانشو في الصين